# Palombella rossa
Palombella rossa è un film del 1989 scritto, diretto e interpretato da Nanni Moretti.
Tema del film è la crisi ideologica della sinistra italiana durante la fine dei due blocchi, giocata sulla perdita di memoria del protagonista, metafora sull'identità perduta da parte del vecchio Partito Comunista Italiano, costretto a ricostruire o a ritrovare i suoi ideali in una realtà ideologica che appare ai suoi occhi frammentaria. Il film è intervallato dal corto giovanile di Moretti, La sconfitta. 
Il film prende il nome da un tipo di tiro della pallanuoto, la palombella. 
Nel 2016 è presente nella sezione Festa Mobile / Festa Vintage del 34º Torino Film Festival in una versione restaurata dalla Cineteca Nazionale.

## Trama
Michele Apicella, funzionario del PCI, in seguito a un incidente si ritrova senza memoria. Il film si sviluppa intorno a una partita di pallanuoto (sport praticato sin da giovane dal regista) in cui Michele cerca di ritrovare la memoria perduta attraverso un riaffiorare di ricordi confusi e una realtà che non riesce a comprendere o nella quale non si riconosce.

## Cast
Nel film recitano i pallanuotisti Imre Budavári e Mario Scotti Galletta (portiere) nella parte di loro stessi.

## Incassi
Palombella rossa si collocò al trentaduesimo posto tra i film di maggiore incasso nella stagione 1989-1990.

## Location
- Inizialmente Nanni Moretti aveva pensato di ambientare il film sull'uomo politico comunista in crisi all'interno di una sala cinematografica; tuttavia, poco dopo aver scritto il soggetto si rese conto che in quel momento si stavano girando in Italia ben quattro pellicole con la stessa ubicazione (Rorret, Via Paradiso, Nuovo cinema Paradiso e Splendor) e allora decise di scegliere come location una piscina.[2]
- Il regista scelse come set la piscina delle terme di Acireale[3] perché voleva che la partita di Michele Apicella avvenisse in trasferta, con un pubblico ostile (che metaforicamente rappresenta l'elettorato che volta le spalle al PCI): lo sceneggiatore fece vari sopralluoghi per scegliere il posto giusto, andando a visitare impianti anche in Campania ed in Liguria, prima di prendere la decisione definitiva[2].
- Alcune strutture della piscina – come i solarium, il bar e la tribunetta dell'arbitro – non erano presenti nell'impianto originale ma furono aggiunte appositamente per il film[2].

## Riconoscimenti
- 1990 - David di Donatello
  - Nomination Miglior film
  - Nomination Miglior regista a Nanni Moretti
  - Nomination Migliore sceneggiatura a Nanni Moretti
  - Nomination Migliore produttore a Angelo Barbagallo e Nanni Moretti
  - Nomination Miglior attore protagonista a Nanni Moretti
  - Nomination Migliore attrice non protagonista a Mariella Valentini
  - Nomination Miglior sonoro a Franco Borni
- 1990 - Nastro d'argento
  - Migliore soggetto a Nanni Moretti
  - Nomination Regista del miglior film a Nanni Moretti
- 1990 - Ciak d'oro
  - Miglior regista a Nanni Moretti[4]
  - Miglior sonoro a Franco Borni[4]
  - Candidatura a migliore attore non protagonista a Silvio Orlando
  - Candidatura a migliore attrice non protagonista a Mariella Valentini
  - Candidatura a migliore sceneggiatura a Nanni Moretti
  - Candidatura a migliore fotografia a Giuseppe Lanci
  - Candidatura a migliore scenografia a Giancarlo Basili
  - Candidatura a migliore montaggio a Mirco Garrone
  - Candidatura a migliore colonna sonora a Nicola Piovani